# Sơn vé
Sơn vé (danh pháp: Garcinia merguensis) là một loài thực vật có hoa trong họ Bứa. Loài này được Wight miêu tả khoa học đầu tiên năm 1839.